# Алексис Зорбас
Алексис Зорбас је балет грчког композитора Микиса Теодоракиса према истоименом роману Никоса Казанцакиса.
Написан је у периоду од 29. јула 1987. године до 22. фебруара 1988. године у Атини (Αθήνα), Врахати (Βραχάτι) код Коринта и у Паризу. Праизведен је 6. августа 1989. године у веронској Арени (Arena di Verona) у Италији. Још 1976. је кореограф Лорка Масине (Lorca Massine) поставио прву везију балета Зорба у атинском позоришту Лирики Скини (Λυρική Σκηνή) користећи Теодоракисову музику из филма Zorba the Greek (Грк Зорба) из 1966. године. Десет година касније, Теодоракис на основу својих ранијих дела (песме, сонатине, филмска музика, Грчки карневал и друго) компонује дело које по његовом мишљењу одговара Казанцакисовој причи о Зорби.
Пројект је предложен веронској Арени, која га прихвата, и Теодоракис се пуним жаром баца на посао уклапања, докомпоновања и оркестрације материјала. На праизведби је дириговао лично, као и на поновном постављању на истој сцени 1990. године.
У Србији је први пут постављен 1. децембра 1994. године у Српском народном позоришту у Новом Саду у кореографији Крунислава Симића и под диригентским вођством маестра Имреа Топлака. Овој премијери је присуствовао и сам Теодракис који је дао бесплатно нотни материјал и ауторска права за извођење СНП-у.
Велики успех овог балета се тумачи и широком употребом хорског и соло певања. Првобитна оркестрација, прилагођена огромним захтевима веронске Арене је одговарала Теодоракисовој идеји о метасимфонијском оркестру, али је написао и оркестрацију за позоришно извођење.

## Ликови
Џон, младић из Енглеске

Зорба, Грк, боем

Марина, удовица

Јоргос, младић заљубљен у Марину

мадам Ортанс, остарела куртизана

Сеоски живаљ, удовице, сени на балу из Ортансиног сна
Балет се одиграва у луци Пиреј код Атине и на острву Криту

## Оркестар
| Оригинална оркестрација | Редукована оркестрација |
| 2                       | 1                       |
| 6                       | 3                       |
| 6                       | 2                       |
| 2                       | 1                       |
| 6                       | 2                       |
| 2                       |                         |
| 1                       | 1                       |
| 6                       | 2                       |
| 2                       |                         |
| 8                       | 4                       |
| 4                       | 3                       |
| 6                       | 4                       |
| 2                       | 1                       |
| 2                       | 1                       |
| 4                       | 2                       |
| 6                       | 2                       |
| 2                       | 2 -{Bouzouki            |
| I Violini               | I Violini               |
| II Violini              | II Violini              |
| Viole                   | Viole                   |
| Violoncelli             | Violoncelli             |
| Contrabassi             | Contrabassi}-           |

Percussioni (италик - само у оригиналној верзији):

мешовити хор

соло мецосопран или алт (сцена 14. [Αστέρακι] и 15. [Μαρίνα])